# Europa Universalis III
Europa Universalis 3 je počítačová realtimová strategie od firmy Paradox interactive zasazená do období pozdního středověku až vrcholného novověku. Tato hra se vyznačuje obrovskou škálou možností a mezi jinými hrami nesrovnatelnou (ne ovšem úplnou) historickou přesností. Mapa hry čítá až 1 700 moří a provincií, v čemž mezi ostatními hrami podobného žánru hledá obtížně konkurenta. Základní hra Europa Universalis III byla v USA a Severní Americe poprvé vydána 23. ledna 2007, ve většině států EU 26. ledna 2007, v ČR až 30. července téhož roku.

## Hratelnost
Děj základní hry Europa Universalis 3 začíná roku 1453, tedy po dobytí Konstantinopole Osmany. Vybrat si, za kterou mocnost budete po zbytek hry hrát je velmi obtížné, máte totiž na výběr ze všech států, kmenových spolků a sultanátů tehdejší doby, od Huronských kmenů, přes Francii, České země až po Čínské dynastické monarchie, celkově je ve hře 300 útvarů, které je možné vést. Ve hře je i oblíbená možnost kolonizace afrických výnosných pobřeží a neprozkoumaných amerických břehů, objevují se zde ovšem i místa, která kolonizovat a vůbec vlastnit nejde, to jsou například sibiřské tundry nebo africké pouště.
Ve hře je mnoho možností, v diplomatických otázkách je možno uzavírat královské sňatky, aliance, ale samozřejmě i vyhlašovat války, nebo nabízet ekonomické svazky, půjčky. V oblasti administrativy je možné snižovat a zvyšovat daně, v závislosti na (ne)spokojenosti občanů, investovat do výzkumů, či měnit státní zřízení nebo ministry. Máte plnou kontrolu nad armádami, rekrutováním, námořnictvem a přístavy, ležícími na vašem území. K vytvoření silných armád vám dopomůžou tzv. národní ideje, které mohou poskytnout výhody v oblastech jak vojenských, administrativních nebo ekonomických, tak v oblastech kultury a kolonialismu. Ve hře se časně objevují tzv. eventy, neboli náhlé změny, které si určité okolnosti vyžadují, jsou to například varování před revolucemi, zmíněné požadavky na snížení daní, reformy, nebo zprávy o úmrtí panovníka a nastolení buď regentské rady, či korunovace panovníka nového.
Základní hra Europa Universalis bez rozšíření končí letopočtem 1789, tedy začátkem Velké francouzské revoluce.